# Mori (Changji)

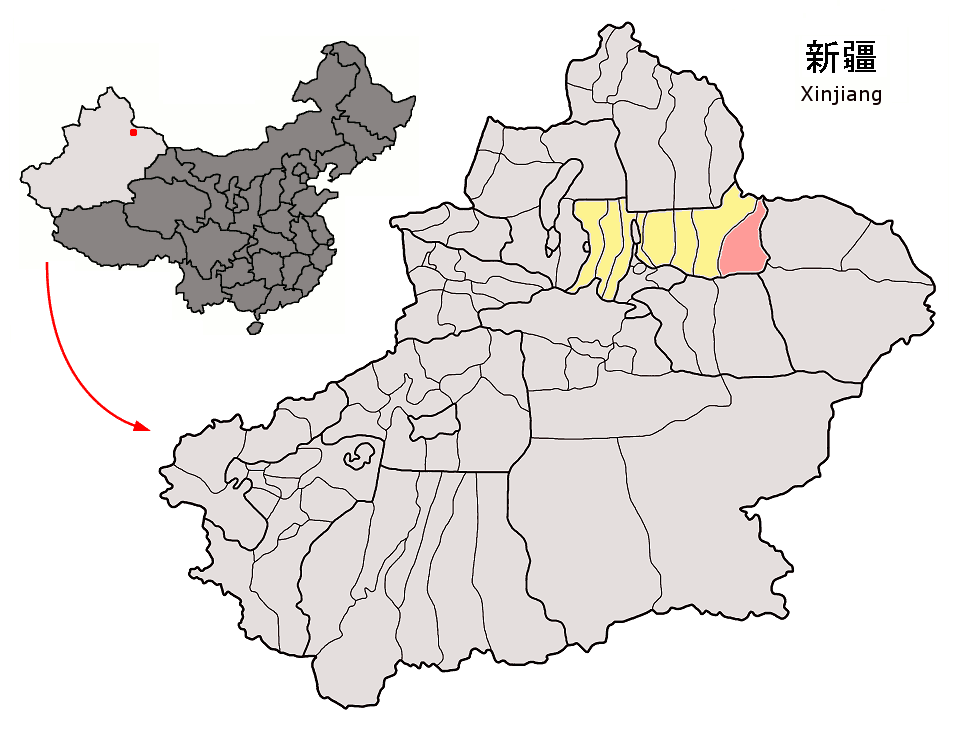
Lage des autonomen Kreises Mori (rosa) im Autonomen Bezirk Changji (gelb)

Der Kasachische Autonome Kreis Mori (chinesisch 木垒哈萨克自治县, Pinyin Mùlěi Hāsàkè Zìzhìxiàn, uigurisch مورى قازاق ئاپتونوم ناھىيىسى Mori Ⱪazaⱪ Aptonom Naⱨiyisi) ist ein autonomer Kreis der Kasachen im Autonomen Bezirk Changji der Hui-Nationalität im mittleren Norden des Uigurischen Autonomen Gebiets Xinjiang in der Volksrepublik China. Er hat eine Fläche von 13.582 km² und zählt 65.719 Einwohner (Stand: Zensus 2010).
Auf dem Gebiet von Mori leben dreizehn Nationalitäten, unter anderem Han-Chinesen, Kasachen, Uiguren, Usbeken und Hui-Chinesen.

## Administrative Gliederung
Auf Gemeindeebene setzt sich Mori aus vier Großgemeinden, sechs Gemeinden, einer Nationalitätengemeinde, einer staatlichen Saatgut-Zuchtfarm und einer Staatsweide zusammen. Diese sind:
| Großgemeinde Mori (木垒镇), Hauptort, Sitz der Kreisregierung; Großgemeinde Dongcheng (东城镇); Großgemeinde Xijir (西吉尔镇); Großgemeinde Xinhu (新户镇); Gemeinde Baiyanghe (白杨河乡); Gemeinde Bostan (博斯坦乡); Gemeinde Dashitou (大石头乡); | Gemeinde Qorin (雀仁乡); Gemeinde Yinggepu (英格堡乡); Gemeinde Zhaobishan (照壁山乡); Usbekische Gemeinde Danangou (大南沟乌孜别克乡); Staatliche Saatgut-Zuchtfarm (良种繁育场); Staatsweide Kirikkuduk (克热克库都克牧场). |